# 産業保健心理学
産業保健心理学（さんぎょうほけんしんりがく、英: Occupational Health Psychology、OHP）は、産業保健活動の実践を対象とする心理学の学問領域。
労働衛生心理学と訳されることもある。

## 概説
産業保健心理学は欧米で設立された学問領域である。労働に関する社会経済状況は、サービス業の増加などの産業構造の変化、働き方の変化、情報技術の進歩による仕事と私生活との曖昧化、少子高齢化など変化しており、労働者の精神的不調への対応やその予防だけでなく、個人や組織の活性化を含めた対策と支援が重要と考えられるようになった。
米国では米国国立職業安全保健研究所（National Institute for Occupational Safety and Health; NIOSH）、ノッティンガム大学産業保健機構（Institute for Work, Health and Organization; I-WHO）、マンチェスター大学科学技術研究所（University of Manchester Institute for Science and Technology; UMIST）などに専門の心理職の教育プログラムがある。
EUでは1999年にこの学問の研究、教育および専門的実践を支援するため、欧州労働衛生心理学アカデミー（EA-OHP）が設立された。EA-OHPは季刊誌「Work & Stress」の発行にも関わっている。
日本の心理職と欧米のOHPは完全に同じ職種ではないが、職業性ストレスの理論や職場環境の評価や改善など共通点もある。